# Ghazipur (stad)
Ghazipur is een stad in het gelijknamige district van de Indiase deelstaat Uttar Pradesh. De stad ligt aan de Ganges op circa 70 km van Benares, in de buurt van de grens tussen Uttar Pradesh en Bihar. Charles Cornwallis, gouverneur-generaal van Brits-Indië, overleed in de stad en ligt er begraven.

## Demografie
Volgens de Indiase volkstelling van 2001 wonen er 95.243 mensen in Ghazipur, waarvan 53% mannelijk en 47% vrouwelijk is. De plaats heeft een alfabetiseringsgraad van 69%. 